# Хабаровка (Республіка Алтай)
Хабаровка (рос. Хабаровка) — село Онгудайського району, Республіка Алтай Росії. Входить до складу Хабаровського сільського поселення.
Населення — 276 осіб (2015 рік).